# Alfred Nehring
Alfred Nehring est un zoologiste et paléontologue allemand, né en 1845 à Bad Gandersheim et mort en 1904 à Berlin-Charlottenbourg.
Il a enseigné à l'Université agricole de Berlin (de).

## Liste partielle des publications
- 1878 : (de) Die quaternären Faunen von Thiede und Westeregeln;
- 1884 : (de) Fossile Pferde aus deutschen Diluvialablagerungen und ihre Beziehungen zu den lebenden Pferden;
- 1890 : (de) Über Tundren und Steppen der Jetzt- und Vorzeit, mit besonderer Berücksichtigung ihrer Fauna;
- 1893 : (de) Ueber Kreuzungen von Cavia aperea und Cavia cobaya.